# Huehuetlán
Huehuetlán là một đô thị thuộc bang San Luis Potosí, México. Năm 2005, dân số của đô thị này là 14768 người.